# Буков (Волынская область)
Буков (укр. Буків) — село в Луцкой городской общине Луцкого района Волынской области Украины.
Код КОАТУУ — 0722883702. Население по переписи 2001 года составляет 111 человек. Почтовый индекс — 45633. Телефонный код — 332. Занимает площадь 0,35 км².